# Placogorgia reticuloides
Placogorgia reticuloides är en korallart som beskrevs av Nutting 1910. Placogorgia reticuloides ingår i släktet Placogorgia och familjen Plexauridae. Inga underarter finns listade i Catalogue of Life.